# Ask Me How I Am
"Ask Me How I Am" foi o quinto single lançado pela banda de indie rock Snow Patrol, e a primeira a vir do segundo álbum, When It's All Over We Still Have to Clear Up. Foi lançado em 20 de Novembro de 2000 pela gravadora Jeepster Records.

## Faixas
- Maxi CD:[3]

1. "Ask Me How I Am" - 2:36
2. "In Command of Cars" - 4:01
3. "Talk to the Trees" - 1:57

## Paradas musicais
| Paradas (2000)   | Melhor posição |
| ---------------- | -------------- |
| UK Singles Chart | 116            |